# Валуйки
Валу́йки (рос. Валуйки) — місто обласного підпорядкування, адміністративний центр Валуйського району Бєлгородської області, Росія.
Населення міста становить 35 941 особа (2008; 35 790 в 2002, 35 тис. в 1999, 34,9 тис. в 1989, 29,1 тис. в 1970, 18,1 тис. в 1959, 18,7 тис. в 1939).

## Географія
Місто розташоване на високому правому березі річки Валуй (за 3 км від її впадіння в Оскіл).

## Історія
Засноване в 1593 році як фортеця на Муравському шляху. 1679 фортеця стала частиною Ізюмської лінії. З 1797 року має статус міста.

## Економіка
У місті працюють кукурудзяно-калібрувальний, лікеро-горілчаний, консервний, шкіряний, цегляний та ливарно-механічний заводи, завод «Червоний металіст» та меблева фабрика.
У місті діє пункт контролю через державний кордон з Україною Тополі—Валуйки та Дьоміно-Олександрівка—Валуйки.

## Транспорт
Місто обслуговує залізнична станція Валуйки.

## Відомі особистості
У місті народився:
- Іван Зубенко (1888—1940) — український поет, прозаїк, драматург, публіцист, літературний критик, журналіст.
- Кадигробов Анатолій Михайлович (* 1937) — український фізик.
- Кисіль Володимир Іванович (1951—2008) — український вчений-агрохімік та ґрунтознавець, доктор сільськогосподарських наук, академік УААН.

## Галерея

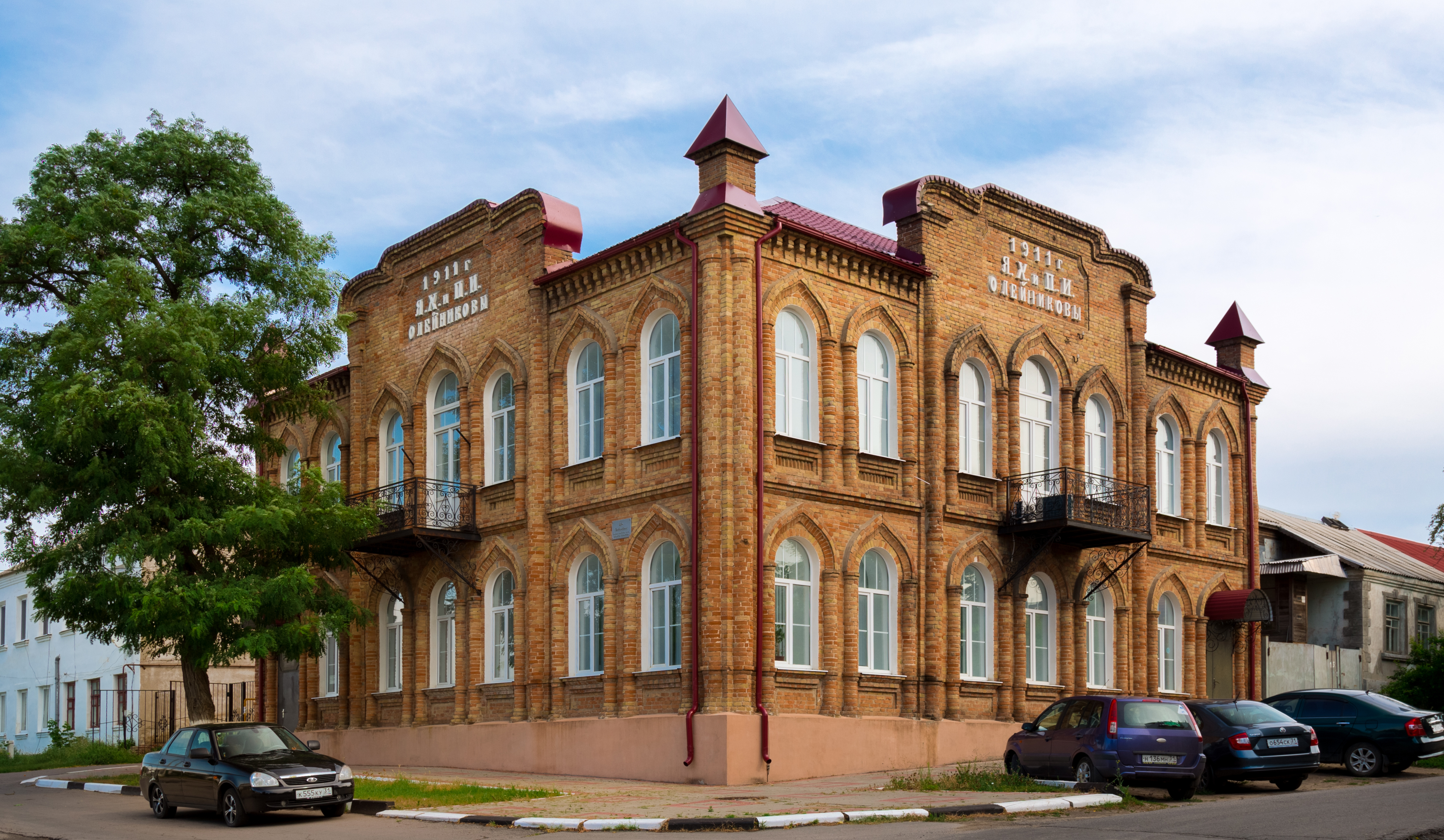
Будинок Олейникових – пам'ятка містобудування та архітектури
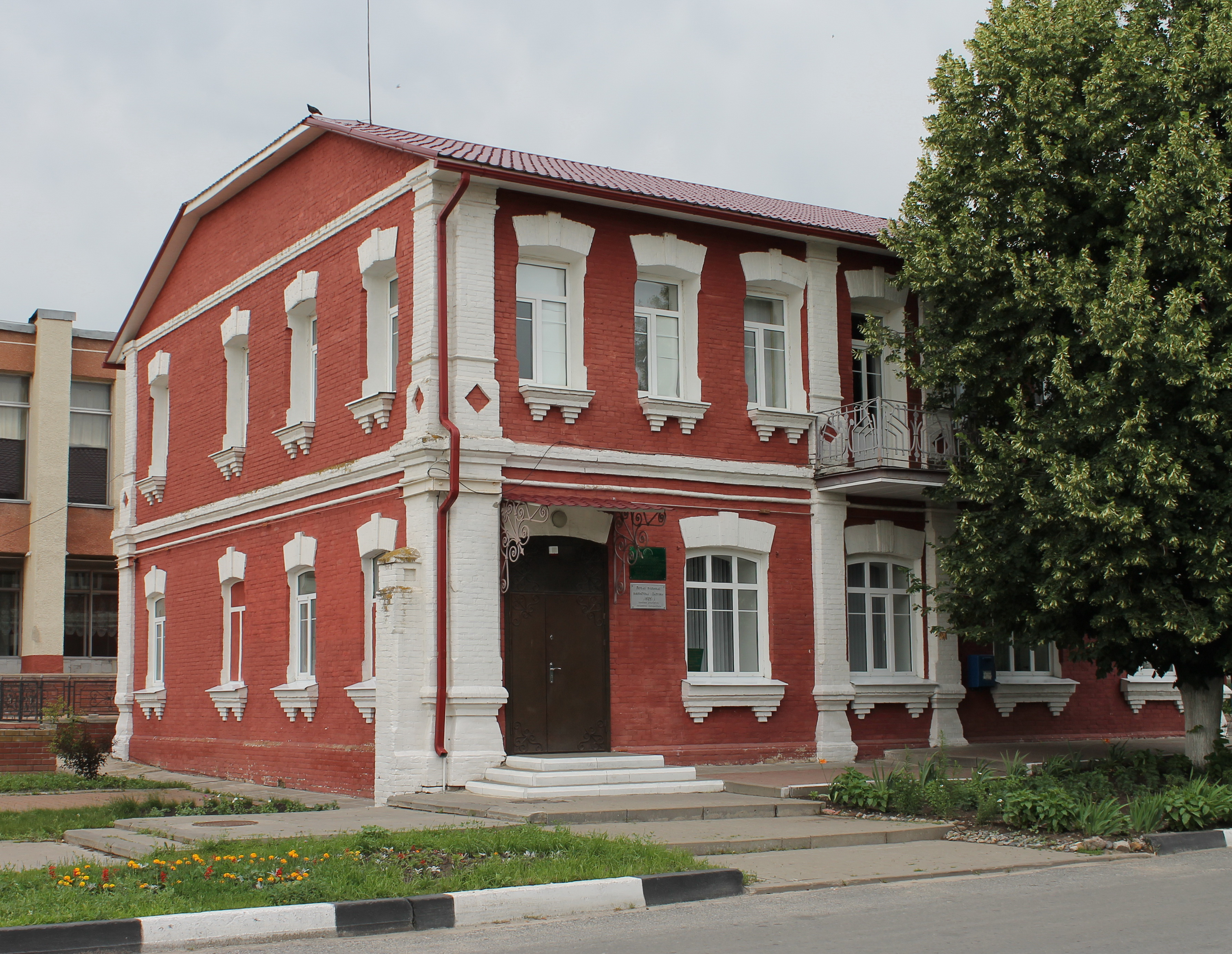
Перша публічна бібліотека в місті – пам'ятка містобудування та архітектури
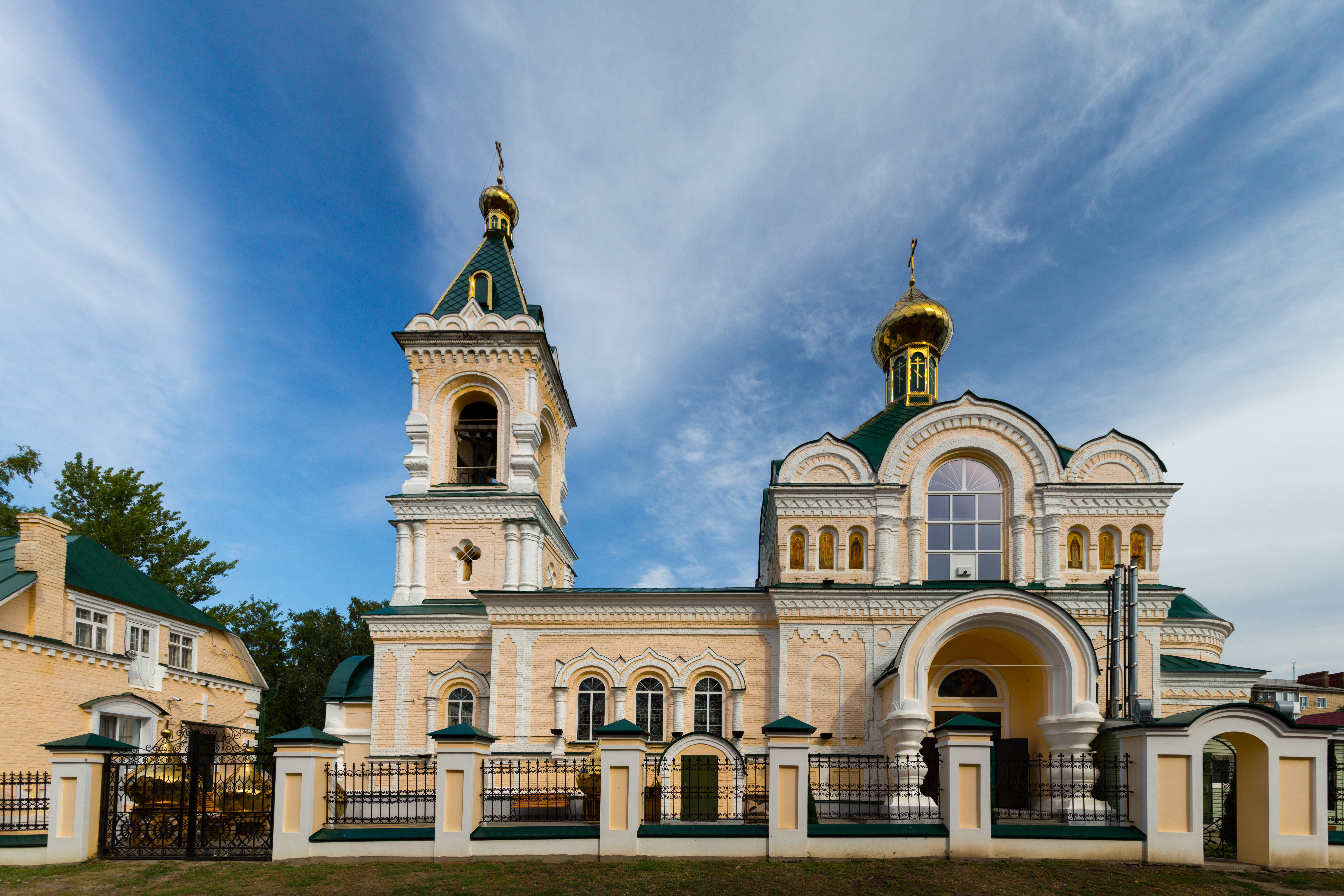
Храм Миколи Чудотворця – пам'ятка містобудування та архітектури